# Banco Mundial
O Banco Mundial (World Bank) é uma instituição financeira internacional que efetua empréstimos a países em desenvolvimento. É o maior e mais conhecido banco de desenvolvimento no mundo, além de possuir o estatuto de observador no Grupo de Desenvolvimento das Nações Unidas e em outros fóruns internacionais, como o G-20 financeiro. A sede do banco está situada em Washington, D.C., Estados Unidos da América. O Banco Mundial é parte do Grupo do Banco Mundial. 
A missão do banco é alcançar o duplo objetivo de erradicar a pobreza extrema e de construir uma prosperidade compartilhada. O Banco Mundial é composto por duas organizações que funcionam sob uma mesma estrutura: o Banco Internacional para Reconstrução e Desenvolvimento (BIRD) e a Associação Internacional de Desenvolvimento (IDA ou AID).

## História

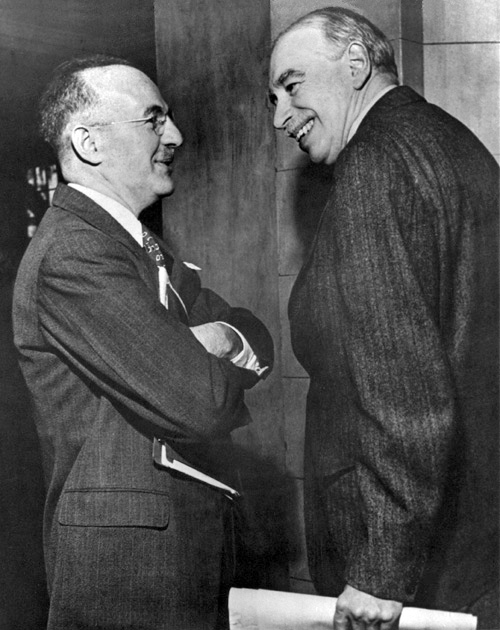
John Maynard Keynes (à direita) representou o Reino Unido na conferência e Harry Dexter White (à esquerda) representou os Estados Unidos.

O Banco Mundial começou a partir da criação do BIRD nas Conferências de Bretton Woods, em 1944, junto com o Fundo Monetário Internacional (FMI) e o Acordo Geral de Tarifas e Comércio (GATT). Por costume, a presidência das duas instituições é dividida entre a Europa e os Estados Unidos, sendo o Banco Mundial presidido por um norte-americano, enquanto o FMI é presidido por um europeu.
Logo após a Segunda Guerra Mundial, os Estados Unidos e o Reino Unido dominaram as negociações nas Conferências do Sr. Bretton Woods e deste então se restringiu empréstimos que visassem o financiamento de conflitos armados.
A missão inicial do Banco Mundial, até então somente o BIRD, foi de financiar a reconstrução dos países devastados pela Segunda Guerra Mundial. Com o tempo a missão evoluiu para a de financiamento do desenvolvimento dos países mais pobres e de auxílio financeiro.

### 1945–1967
Desde a sua criação até 1967, o banco mundial concedeu um nível de empréstimos relativamente baixos. Conservadorismo fiscal e uma rigorosa seleção dos pedidos de empréstimos eram comuns. Os funcionários do Banco tentaram equilibrar as prioridades de conceder empréstimos para a reconstrução de desenvolvimento, com a necessidade de gerar confiança no Banco.
O presidente do Banco, John McCloy, escolheu a França como o primeiro receptor de ajuda proveniente do BIRD; outros dois pedidos da Polônia e do Chile foram recusados. O empréstimo foi no valor de 250 milhões de dólares, metade do valor pedido, e chegou sob condições restritivas. Técnicos do Banco Mundial monitoraram o uso dos fundos, assegurando que o governo francês apresentaria um orçamento equilibrado e que daria prioridade ao pagamento da dívida ao Banco sobre a com outros países. O Departamento de Estado dos Estados Unidos disse ao governo de França que teria de retirar os membros comunistas presentes no gabinete francês. O governo francês aceitou a condição dos norte-americanos e removeu os Comunistas da coalizão de governo. Horas mais tarde foi aprovado o empréstimo.
O Plano Marshall de 1947 fez com os empréstimos se alterassem à medida que vários países europeus recebiam ajuda direta que competia com os empréstimos do Banco Mundial. O foco virou-se então para os países não europeus e, até 1968, os empréstimos eram destinados a projetos que permitissem a um país devedor conseguir pagar o respectivo empréstimo (são exemplos projetos de portos, autoestradas e usinas de energia).[carece de fontes?]

### 1968–1980
Entre 1968 e 1980, o Banco preocupou-se em ir ao encontro das necessidades básicas das populações dos países em desenvolvimento. O número e o montante dos empréstimos aumentou consideravelmente à medida que os respectivos objetivos se expandiram das infraestruturas para os serviços sociais e outros setores.
Estas mudanças podem ser atribuídas a Robert McNamara, que foi nomeado para a presidência em 1968 por Lyndon B. Johnson. McNamara importou o estilo tecnocrático de gestão para Banco, que tinha usado enquanto Secretário de Defesa dos Estados Unidos e Presidente da Ford Motor Company. McNamara virou as políticas do Banco em direção a medidas tais como a construção de escolas e hospitais, o melhoramento da alfabetização e para uma reforma agrícola. McNamara criou um novo sistema de recolha de informação sobre os potenciais candidatos a empréstimo, permitindo ao Banco processar os pedidos mais rapidamente. Para financiar mais empréstimos, McNamara disse ao tesoureiro do Banco, Eugene Rotberg, para procurar novas fontes de capital fora dos bancos do norte dos Estados Unidos, que até então tinham sido a fonte primária de financiamento do banco. Rotberg usou o mercado de título a nível global para aumentar o capital disponível. Uma consequência do período de concessão de empréstimos para redução da pobreza foi a rápida ascensão da dívida do terceiro mundo. Entre 1976 e 1980, a dívida dos países em desenvolvimento cresceu a uma taxa média de 20% ao ano.
Em 1980, foi estabelecido o Tribunal Administrativo do Banco Mundial para tomar decisões sobre disputas entre o Grupo do Banco Mundial e os seus funcionários, tendo sido feitas alegações de não cumprimento de contratos de trabalho ou termos de nomeação que não foram honrados.

### 1980–1989
Em 1980, A.W. Clausen substituiu McNamara depois de ter sido indicado pelo Presidente americano Jimmy Carter. Clausen substituiu um grande número de técnicos da era McNamara e instituiu um novo foco ideológico no Banco. A substituição do Economista Chefe, Hollis Chenery, por Anne Krueger, em 1982, marcou uma notável mudança das políticas do Banco. Krueger era conhecida por ser uma crítica do financiamento do desenvolvimento e de governos de países do terceiro mundo dependentes.[carece de fontes?]
Os empréstimos aos países em desenvolvimento marcaram os anos 80. Políticas de ajuste estrutural que visam a racionalização das economias de nações em desenvolvimento foram também grandes bandeiras do Banco Mundial neste período. A UNICEF informou que no final dos anos 80 os programas de ajuste estrutural do Banco Mundial eram responsáveis pelos  "níveis reduzidos de saúde, nutrição e educação para dez milhões de crianças na Ásia, na América Latina e na África".

### 1989–presente
A partir de 1989, a política do Banco Mundial mudou face às críticas vindas de vários grupos. Grupos ambientais e ONGs foram incluídos no financiamento do Banco de forma a mitigar efeitos do passado que desperta tão fortes críticas.
Desde 2016, a instituição entendeu que a categorização de países entre “desenvolvidos” e “em desenvolvimento” estava obsoleta e decidiu não utilizar mais essa divisão nos Indicadores do Desenvolvimento Mundial (WDI).

## Atividades
O Banco Mundial forneceu cerca de US$ 61 bilhões em empréstimos e em assistência a países em desenvolvimento ou em transição, durante o ano-fiscal de 2014. O BIRD e a IDA concedem empréstimos a taxas preferenciais a seus membros, bem como doações aos países mais pobres. Tais empréstimos ou doações para projetos específicos estão frequentemente vinculados a mudanças mais amplas em políticas públicas dos países, tanto na economia em geral quanto de modo setorial.
Nos países em desenvolvimento, as principais atividades do Banco Mundial costumam estar relacionadas às seguintes áreas:
- desenvolvimento humano: educação, saúde, formação econômica etc.;
- agricultura e desenvolvimento rural: irrigação, serviços rurais etc.;
- proteção ambiental: redução da poluição, cumprimento de normas etc.;
- infraestrutura: rodovias, transportes, urbanização, eletricidade etc.;
- grandes projetos industriais; e
- governança: combate à corrupção, desenvolvimento de instituições jurídicas etc.

### Estratégias de redução da pobreza
Para os mais pobres países em desenvolvimento do mundo, os planos de assistência do Banco são baseados em estratégias de redução da pobreza, combinando uma mistura de grupos locais com uma extensa análise da situação financeira e econômica do país. O Banco Mundial desenvolve uma estratégia exclusivamente para o país em questão. O governo então identifica as prioridades do país e as metas para a redução da pobreza, enquanto o Banco Mundial alinha os seus esforços de ajuda.
Quarenta e cinco países se comprometeram a destinar 25,1 bilhões de dólares em "ajuda para os países mais pobres do mundo", ajuda que vai para a Associação Internacional de Desenvolvimento (IDA), do Banco Mundial, que distribui os empréstimos a oitenta países pobres. Enquanto as nações mais ricas, por vezes, financiam seus projetos de ajuda próprios, incluindo aqueles para doenças, e embora a IDA é alvo de muitas críticas, Robert B. Zoellick, presidente do Banco Mundial, disse que quando os empréstimos foram anunciados em 15 de dezembro de 2007, o dinheiro da IDA "é o financiamento de base do qual os mais pobres países em desenvolvimento dependem".

### Parceria com os países
Nos últimos anos, o Banco Mundial tem optado pela definição de estratégias nacionais por intermédio de um Marco de Parceria para o País (Country Partnership Framework - C.P.F.), que constitui "uma ferramenta central da Administração [do Banco Mundial] e da Junta Diretiva para revisar e guiar os programas nacionais do Grupo Banco Mundial e avaliar a sua eficácia". Tal estratégia define as prioridades na atuação do banco e orienta como os recursos da instituição internacional serão utilizados em um dado país.

#### Brasil
Segundo informações publicadas na página oficial do Banco Mundial, a estratégia (CPF) para o Brasil deverá cobrir um período de 6 anos (anos-fiscais 2018 a 2023) e levará em consideração os objetivos de desenvolvimento informados pelas autoridades brasileiras, considerando-se 3 eixos:
1. apoiar a consolidação orçamentária e promover a eficácia do governo na prestação de serviços de modo sustentável, inclusivo e eficiente;
2. possibilitar investimentos do setor privado, maior produtividade e mais empregos; e
3. avançar em direção a um desenvolvimento mais equitativo e sustentável.

### Iniciativa do ar limpo
Clean Air Initiative (CAI) é uma iniciativa do Banco Mundial para promover formas inovadoras para melhorar a qualidade do ar nas cidades através de parcerias em regiões selecionadas do mundo através da partilha de conhecimentos e experiências. Ele inclui veículos elétricos.

### Doing Business e as Acusações de manipulação do ranking
Anualmente, o Banco Mundial elabora e publica o Doing Business, um estudo que "proporciona uma medida objetiva dos regulamentos para fazer negócios e a sua implementação em 190 países". Trata-se de um importante ranking que compara o ambiente de negócios em numerosas jurisdições ao redor do mundo, levando-se em consideração critérios tais como abertura de empresas, obtenção de alvarás de construção, obtenção de eletricidade, registro de propriedades, obtenção de crédito, proteção de investidores minoritários, pagamento de impostos, comércio internacional, execução de contratos e resolução de insolvência. No início de 2018 o economista-chefe do Banco Mundial Paul Romer declarou em entrevista ao Wall Street Journal que o Doing Business alterava deliberadamente a nota do Chile. Nos mandatos da socialista Michele Bachelet  a nota chilena era rebaixada e quando quem governava era Sebastian Piñera a nota chilena no Doing Business.Em setembro de 2021 vieram a público acusações de manipulação do ranking do Doing Business contra a atual diretora-gerente do FMI Kristalina Georguieva.Georguieva, então presidente-executiva do Banco Mundial, e outros funcionários do Banco Mundial teriam favorecido a China na elaboração do Doing Business em 2017 e 2018.

#### Países de língua portuguesa
Na comparação entre os 190 países, as nações de língua portuguesa ocupam as seguintes posições no Doing Business 2017:
- Angola: 182;
- Brasil: 123;
- Cabo Verde: 129;
- Guiné-Bissau: 172;
- Guiné Equatorial: 178;
- Macau (posição da China no ranking): 78;
- Moçambique: 137;
- Portugal: 25;
- São Tomé e Príncipe: 162;
- Timor-Leste: 175.

## Estrutura

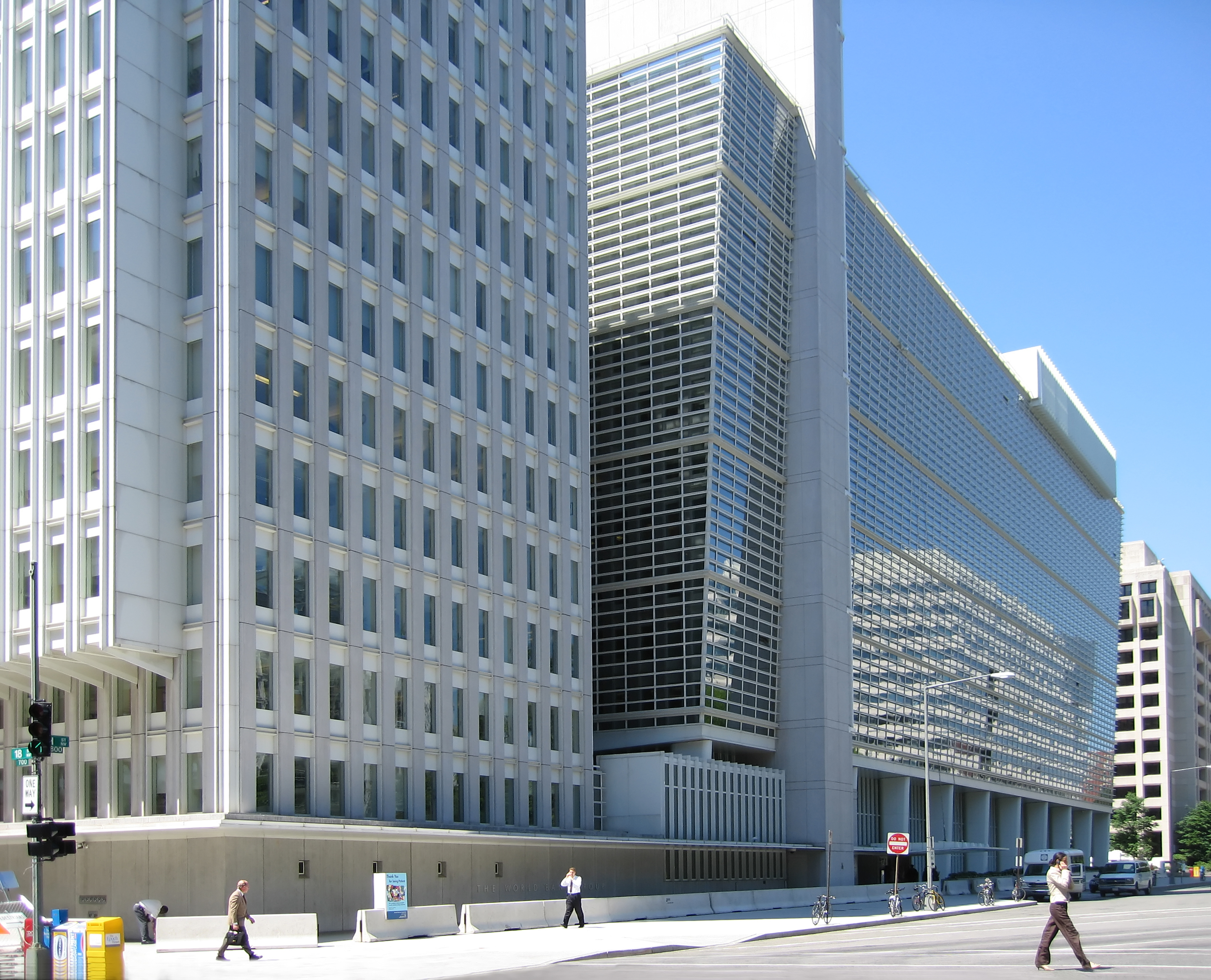
Sede do Banco Mundial em Washington, D.C.

### Presidência
O presidente do Banco Mundial é tradicionalmente um cidadão dos EUA, enquanto o presidente do Fundo Monetário Internacional (FMI) é tradicionalmente um europeu, com exceção da cidadã estado-unidense Anne Krueger, que manteve o posto no FMI até que um novo diretor fosse nomeado. A nominação do presidente do Banco Mundial pelo governo dos Estados Unidos não é passível de discussão, e sua aceitação pelos europeus ou outros países membros não é requerida, cada país tem seu próprio diretor ou presidente. [carece de fontes?]

### Presidentes do Banco Mundial
| Nome                 | Datas         | Nacionalidade  | Área |
| Eugene Meyer         | 1946–1946     | Estados Unidos | Editor de Jornal |
| John J. McCloy       | 1947–1949     | Estados Unidos | Advogado e Secretário Assistente da Guerra dos Estados Unidos |
| Eugene R. Black, Sr. | 1949–1963     | Estados Unidos | Executivo no Chase Manhattan Bank e director executivo no Banco Mundial                                                                                            |
| George Woods         | 1963–1968     | Estados Unidos | Executivo na First Boston Corporation |
| Robert McNamara      | 1968–1981     | Estados Unidos | Secretário da Defesa dos Estados Unidos e executivo na Ford Motor Company                                                                                          |
| Alden W. Clausen     | 1981–1986     | Estados Unidos | Advogado, executivo no Bank of America |
| Barber Conable       | 1986–1991     | Estados Unidos | Senador do Estado de Nova Iorque e Congressista |
| Lewis T. Preston     | 1991–1995     | Estados Unidos | Executivo bancário com J.P. Morgan |
| Sir James Wolfensohn | 1995–2005     | [ note 1 ]     | Advogado corporativo e banqueiro |
| Paul Wolfowitz       | 2005–2007     | Estados Unidos | Vários cargos governamentais; Embaixador do Estados Unidos na Indonésia, Vice-secretário da Defesa do Estados Unidos                                               |
| Robert Zoellick      | 2007–2012     | Estados Unidos | Executivo no Goldman Sachs, Vice-secretário da Defesa e Representante para o Comércio do Estados Unidos                                                            |
| Jim Yong Kim         | 2012–2019     | Estados Unidos | Médico e antropólogo americano de ascendência coreana, co-fundador de Partners in Health e 17º Presidente da Faculdade de Dartmouth. Eleito a 16 de abril de 2012. |
| David Malpass        | 2019–presente | Estados Unidos | Analista financeiro, antigo subsecretário do Tesouro para os Assuntos Internacionais.                                                                              |

1. ↑  O Presidente do Banco Mundial é tradicionalmente um cidadão norte-americano. Wolfensohn era um cidadão naturalizado nos Estados Unidos antes de assumir o cargo.

### Membros
| Estado membro  | Percentagem |
| -------------- | ----------- |
| Estados Unidos | 16,39%      |
| Japão          | 7,86%       |
| Alemanha       | 4,49%       |
| França         | 4,30%       |
| Reino Unido    | 4,30%       |
| Brasil         | 2,24%       |
| Outros         | 62,66%      |

O Banco Internacional para Reconstrução e Desenvolvimento (BIRD) possui 188 países membros, enquanto a Associação Internacional de Desenvolvimento (AID) tem 172 membros. Cada Estado membro do BIRD deve ser também um membro do Fundo Monetário Internacional (FMI) sendo que somente os membros do BIRD estão autorizados a juntar-se a outras instituições dentro do Banco (como a AID).

#### Poder de voto
Em 2010, o poder de voto no Banco Mundial foi revisto para aumentar a voz dos países em desenvolvimento, especialmente a China. Os países com maior poder de voto são, no momento, os Estados Unidos (15,85%), Japão (6,84%), China (4,42%), Alemanha (4,00%), o Reino Unido (3,75%), França (3,75%), e Índia (2,91%). De acordo com as mudanças, conhecidas como 'Reforma da Voz - Fase 2', outros países que tiveram ganhos significativos incluíram Coreia do Sul, Turquia, México, Singapura, Grécia, Brasil, Índia e Espanha. O poder de voto da maioria dos países desenvolvidos foi reduzido, enquanto os países como Nigéria, Estados Unidos, Rússia e Arábia Saudita não tiveram seu poder de voto alterado.
As mudanças foram trazidas com o objetivo de tornar o voto mais universal no que diz respeito às normas, baseadas em regras com indicadores objetivos e transparentes, entre outras coisas. Além disso, o poder de voto é baseado na dimensão econômica para além das contribuições da Associação Internacional de Desenvolvimento.